# La distinzione. Critica sociale del gusto
La distinzione. Critica sociale del gusto (La Distinction. Critique sociale du jugement), è un saggio basato sulla ricerca empirica dell'autore Pierre Bourdieu condotta dal 1963 al 1968. Si tratta di un rapporto sociologico sullo stato della cultura francese. Il libro fu pubblicato e tradotto per la prima volta in inglese nel 1984. Nel 1998 l'International Sociological Association (ISA) ha citato il saggio come uno dei dieci saggi più importanti del XX secolo.

## Contenuti
Il sociologo, all'interno del saggio, afferma che coloro i quali dispongono di un elevato volume di capitale culturale – beni sociali non finanziari, come l'istruzione, che promuovono la mobilità sociale al di là dei mezzi economici – abbiano maggiori probabilità di determinare ciò che costituisce il gusto all'interno della società. Coloro che dispongono di un capitale complessivamente inferiore accettano a priori il gusto imposto dai primi, la distinzione di cultura alta e bassa, come legittima e naturale e le restrizioni esistenti alla conversione tra le varie forme di capitale (economico, sociale, culturale). Chi dispone di un capitale complessivamente basso non può accedere ad uno maggiore, perché non dispone dei mezzi necessari per farlo laddove, a causa delle caratteristiche del loro habitus, ciò potrebbe sfociare nella mancanza della terminologia e dei metodi di comprensione dell'opera d'arte classica. Bourdieu afferma a questo riguardo che
(Pierre Bourdieu, La distinzione. Critica sociale del gusto)
mentre chi è libero da necessità economiche è in grado di operare con uno sguardo puro, separato dalla vita quotidiana. L'accettazione di forme di gusto "dominanti" è, sostiene Bourdieu, una forma di "violenza simbolica". La naturalizzazione di questa distinzione di gusto e il suo necessario misconoscimento negano alle classi dominate i mezzi per definire il proprio mondo, il che porta uno svantaggio a coloro che possiedono meno capitale complessivo. Inoltre, anche quando le classi sociali subordinate possano sembrare avere idee proprie sulla definizione di estetica, questa è in ogni caso un'estetica dominata, che è costantemente obbligata a definirsi nei termini della dominante estetica della classe dirigente.

### Teoria
Le scelte estetiche di una persona creano fazioni di classe e allontanano attivamente una classe sociale dalle altre classi di una società. Quindi, le predisposizioni a determinati tipi di cibo, musica e arte vengono insegnate e instillate nei bambini e i gusti specifici della classe (non particolari, né individuali) aiutano a guidare i bambini verso le posizioni sociali appropriate. Pertanto, l'auto-selezione in una fazione di classe si ottiene spingendo il bambino a interiorizzare le preferenze per oggetti e comportamenti adatti a lui come membro di una data classe sociale e anche, lo sviluppo di un'avversione verso gli oggetti preferiti e i comportamenti degli altri classi sociali. In pratica, quando un uomo o una donna incontrano la cultura e le arti di un altro ceto sociale, essi proverebbero
(Pierre Bourdieu, La distinzione. Critica sociale del gusto)
Pertanto, il gusto è un importante esempio di egemonia culturale, di come si determinano le fazioni di classe. Non risiede solo nel possedere capitale sociale ed economico, ma anche capitale culturale, la cui acquisizione viene utilizzata come meccanismo insidioso per garantire la riproduzione sociale e culturale della classe dirigente. Inoltre, poiché agli individui viene insegnato il gusto in tenera età, esso è profondamente interiorizzato e il suo condizionamento sociale viene molto difficile. Il gusto instillato e acquisito tende a identificare permanentemente una persona come appartenente a una certa classe sociale e questo impedisce la mobilità sociale. In questo modo, i gusti culturali della classe dominante tendono ad influenzare i gusti delle altri classi sociali, costringendo gli individui delle classi economicamente e culturalmente dominate a conformarsi alle preferenze estetiche dominanti o a rischiare la disapprovazione sociale.

### Metodologia
Influenzato dallo strutturalismo, Bourdieu ha cercato di oltrepassare la tradizionale dipendenza dall'analisi della regressione nella sociologia contemporanea e di raggiungere un approccio quantitativo più rigoroso. Piuttosto che basarsi sulla correlazione di più variabili indipendenti, era interessato a sviluppare un quadro che gli permettesse di visualizzare
(Pierre Bourdieu, La distinzione. Critica sociale del gusto)
Per ottenere i risultati dell'analisi l'autore, in collaborazione con il tecnico statistico Salah Bouhedja, ha impiegato più cicli di analisi della corrispondenze su una serie di dati provenienti da due sondaggi, il sondaggio Kodak del 1963 e il sondaggio gustativo del 1967. Inoltre, Bourdieu ha anche applicato l'analisi delle corrispondenze a un sottoinsieme di dati, indagando le risposte di quelle che Bourdieu ha definito le classi dominanti e la piccola borghesia. Questa ricerca rappresentò un primo tentativo di analisi dei dati geometrici, in particolare l'analisi delle corrispondenze multiple, che sarebbe diventata un importante quadro metodologico per le successive ricerche dell'autore.

## Edizioni
- Pierre Bourdieu, La Distinction. Critique sociale du jugement, 1ª ed., 1979.